# ARBÖ Gourmetfein Wels/Saison 2010
Dieser Artikel listet Erfolge und Mannschaft des Radsportteams ARBÖ Gourmetfein Wels in der Saison 2010 auf.

## Saison 2010

### Zugänge – Abgänge
| Zugänge               | Team 2009 | Abgänge          | Team 2010                |
| --------------------- | --------- | ---------------- | ------------------------ |
| Gerhard Trampusch     | Elk Haus  | Dominik Hrinkow  | Vorarlberg-Corratec      |
| Gernot Auer           | Neoprofi  | Holger Burkhardt | CKT TMIT-Champion System |
| Daniel Gollman        | Neoprofi  | Andrew Bradley   | Unbekannt                |
| Paul Illenberger      | Neoprofi  | Peter Pichler    | Unbekannt                |
| Sandro Jennewein      | Neoprofi  | David Schöggi    | Unbekannt                |
| Georg Preidler        | Neoprofi  |                  |                          |
| Stephan Rabitsch      | Neoprofi  |                  |                          |
| Jan Sokol             | Neoprofi  |                  |                          |
| Matthias Wieneroither | Neoprofi  |                  |                          |

### Mannschaft
| Name                  | Geburtstag         | Nationalität |
| --------------------- | ------------------ | ------------ |
| Gernot Auer           | 21. November 1989  | Österreich   |
| Daniel Gollmann       | 23. Oktober 1991   | Österreich   |
| Andreas Graf          | 7. August 1985     | Österreich   |
| Franz Grassmann       | 20. März 1987      | Österreich   |
| Paul Illenberger      | 28. Dezember 1991  | Österreich   |
| Sandro Jennewein      | 18. August 1991    | Österreich   |
| Michael Pichler       | 28. Juli 1982      | Österreich   |
| Georg Preidler        | 17. Juni 1990      | Österreich   |
| Rupert Probst         | 30. Juli 1981      | Österreich   |
| Stephan Rabitsch      | 28. Juni 1991      | Österreich   |
| Werner Riebenbauer    | 7. Juli 1974       | Österreich   |
| Martin Riška          | 18. Mai 1975       | Slowakei     |
| Matthias Schröger     | 14. Oktober 1985   | Österreich   |
| Jan Sokol             | 26. September 1990 | Österreich   |
| Gerhard Trampusch     | 11. August 1978    | Österreich   |
| Matthias Wieneroither | 7. Mai 1991        | Österreich   |
| Riccardo Zoidl        | 8. April 1988      | Österreich   |